# قتل جيد (فلم)
القتل الجيد (بالإنجليزية: Good Kill) فيلم درامي أمريكي لعام 2014 من تأليف وإخراج أندرو نيكول. نجوم السينما إيثان هوك وبروس غرينوود وزوي كرافيتز وجيك أبيل وجانيوري جونز. تنافس على الأسد الذهبي في مهرجان البندقية السينمائي الدولي الحادي والسبعين.  تم عرضه أيضًا في قسم العروض الخاصة بمهرجان تورنتو السينمائي الدولي 2014.
يكشف المخرج الأمريكي أندرو نيكول في فيلمه الجديد قتل جيد معضلة أخلاقية تتعلق بقتل آلاف الأبرياء من الدول الإسلامية ممن لقوا حتفهم بصواريخ طائرات الدرون الموجهة بالليزر الدقيق. ويسلط الضوء على شخصيات مشغلي طائرات الدرون، الذين يجلسون في حاويات مكيفة في قاعدة عسكرية في صحراء نيفادا خارج مدينة لاس فيغاس. ومحور الفيلم يتمحور شخصية رائد من قوات سلاح الجو الأمريكية، توماس أيغان الذي مثل دوره إيثان هوك، والذي نقل لوحدة طائرات الدرون بعد أن قلّت الحاجة لقيادة الطائرات الحربية. وسرعان ما يخيب أمله من تشغيل طائرات الدرون الذي لا لا يتطلب منه أكثر من الضغط على زر كمبيوتر ليقتل الناس ويدمر بيوتهم على بعد 10،000 كم بدون ان يخوض معركة ويشعر بخطرها كما كان الحال حين كان يقود طيارته. كما أنه بدأ يشمئز من تزايد عدد الضحايا الأبرياء وصار يشكك في أخلاقية مهنته، بعد أن أصبحت أوامر القتل تأتي من المخابرات الأمريكية وليس من الجيش ، وجعلته يقتل عشوائيا في اليمن أناسًا ليست لهم علاقة بالإرهاب وهم في قارة بعيدة عنه، ويختتم الفلم عندما يقوم الرائد توماس مرة بتخريب محاولة قتل أمرته بها الاستخبارات ثم يقتل مجرم عادي في أفغانستان بمبادرة منه.